# Einar Már Guðmundsson
En aquest nom islandès, el darrer nom és un patronímic, no pas un cognom. La manera de referir-se a aquesta persona és pel nom de pila.
Einar Már Guðmundsson (Reykjavík, 18 de setembre de 1954) és un escriptor islandès, autor de novel·les, relats breus i poesia, que han estat traduïts a diverses llengües.

## Biografia
El 1979 va rebre el Bachelor of Arts en arts a la Universitat d'Islàndia en literatura comparada i història. Va treballar en el departament de literatura comprada de la Universitat de Copenhagen. Viu a Reykjavík, està casat i és pare de cinc fills.
El primer llibre que va escriure fou de poesia i, més tard, la novel·la Englar alheimsins (Àngels de l'univers), que va guanyar el Premi de Literatura del Consell Nòrdic el 1995. El 2012, va guanyar el Premi Nòrdic de l'Acadèmia Sueca, conegut com el petit Nobel.